# Industrial rap
Industrial rap is een kruising tussen rap en de industrial-muziekstroming.
Een band zoals Consolidated is hier een goed voorbeeld van. De muziek is doorspekt met samples van machinerie en metaal-achtige geluiden. Soms vervangen deze instrumenten zelfs de gehele percussie sectie.
De boodschappen zijn emotieloos en maatschappij kritisch en versterken het onpersoonlijke en moedwillig koude geluid.